# Orcynia calcarata
Orcynia calcarata är en fjärilsart som beskrevs av Walker 1854. Orcynia calcarata ingår i släktet Orcynia och familjen björnspinnare. Inga underarter finns listade i Catalogue of Life.